# 萊克克里克鎮區 (北卡羅萊納州布拉登縣)
萊克克里克鎮區（英語：Lake Creek Township）是位於美國北卡羅萊納州布拉登縣的一個鎮區。

## 地方資料
萊克克里克鎮區的面積為198.65平方千米，皆為陸地。根據2020年美國人口普查的數據，當地共有人口1615人，而人口密度為每平方千米8.13人。